# Maddan de Caithness
Maddan de Caithness también Moddan (c. 1030 o 1044), fue un jarl hiberno-nórdico de Caithness y mormaer de Dalriada, Argyll, Escocia. Hijo de Sinill de Douglas, Mormaer de Angus. Según la saga Orkneyinga reunió un contingente militar en Sutherland para enfrentarse al jarl Thorfinn el Poderoso, pero sus hombres se negaron a luchar, por lo que buscó alianzas en Irlanda. Murió en el campo de batalla  enfrentado a Thorkel el Padrino.

## Descendencia
Se desconoce el nombre de su consorte, pero fue padre de cinco hijos:
- Frakokk Moddansdatter.
- Óttar Moddansson, jarl de Thurso (apodado el Negro, n. 1070).
- Magnus orfi Moddansson (n. 1075).
- Helga Moddansdatter (n. 1080), se casó con Haakon Paulsson, jarl de las Orcadas, y de esa relación nacieron Harald y Paul Håkonsson.
- Dufugan Moddansson de Douglas, mormaer de Angus (n. 1083).